# Giovanni Vacchetta

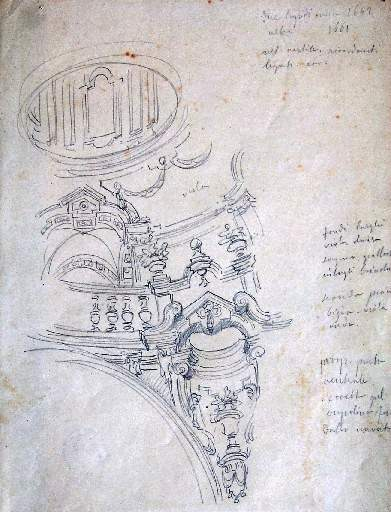
Un disegno del Vacchetta raffigurante un particolare della Parrocchiale di Melle.

Giovanni Vacchetta (Cuneo, 1863 – Fossano, 1940) è stato un disegnatore italiano.

## Biografia
Vacchetta divenne maestro di Disegno all'Accademia Albertina di Torino. Già professore di Ornato Superiore al Museo Industriale di Torino, Vacchetta progettò i decori dell'Aula magna del Castello del Valentino.
Collaboratore di eminenti storici dell'arte medievale, come Alfredo D'Andrade (restauratore della Sacra di San Michele e progettista del Borgo Medievale di Torino), si trovò a stretto contatto degli intellettuali che determinarono il gusto per il revival storico nei decenni a cavallo tra Ottocento e Novecento e divenne Direttore della sezione di Arte Antica e delle Arti Applicate nel Museo Civico del capoluogo piemontese. Partecipò tra l'altro con Giuseppe Assandria agli scavi di Augusta Bagiennorum.
Le moderne radici culturali del Vacchetta lo portarono ad impegnarsi nel rilevamento del patrimonio artistico, per lo più trascurato, esistente nei piccoli centri del Piemonte con particolare attenzione alla provincia di Cuneo. L'esemplare lavoro di catalogazione per singole località fu impostato su due livelli di linguaggio: quello grafico, che privilegiava il particolare e presentava un carattere tecnico-descrittivo e quello storico, che si avvaleva di notizie verificate su documenti d'archivio o desunte dalle pubblicazioni specialistiche dell'epoca.

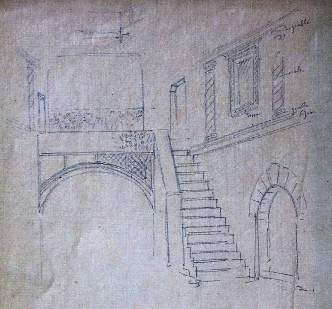
Un disegno del Vacchetta raffigurante Casa Orselli, a Melle.

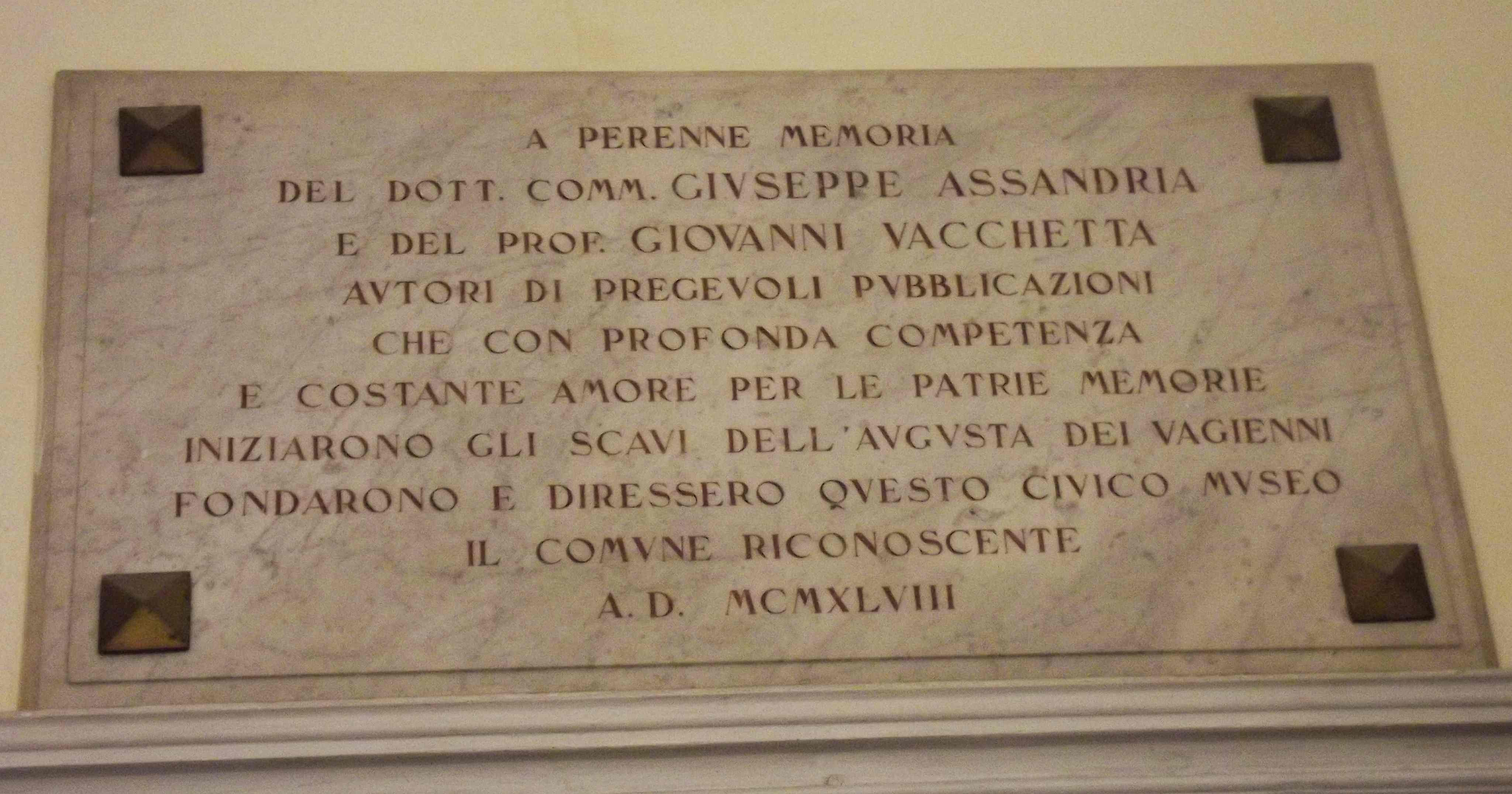
Lapide al Museo Civico Archeologico di Bene Vagienna.

## L'evoluzione stilistica
Nei disegni, eseguiti tra il 1890 e i primi anni del Novecento, si può osservare come predomini l'aspetto del rilevamento architettonico riguardante l'area piemontese, con un'attenzione specifica dello studioso ai particolari decorativi, mentre in quelli eseguiti negli anni successivi emerge un  aspetto maggiormente analitico, inteso come approfondimento delle tipologie e delle tecniche nel campo delle arti applicate. Questi disegni, conservati presso la Società per Studi Storici, Artistici ed Architettonici della Provincia di Cuneo si rivelano oggi preziosi documenti storici, soprattutto là dove il tempo o l'incuria degli uomini ha irremediabilmente compromesso dove non addirittura perduto.